# Nasser Al-Johar
Nasser Al-Johar - em árabe, ناصر الجوهر‎ (Riade, 6 de janeiro de 1943) é um ex-futebolista e treinador de futebol saudita. Atualmente, encontra-se desempregado.

## Carreira
Entre 1961 e 1984, Al-Johar atuava como defensor, tendo defendido apenas uma equipe: o Al-Nassr, encerrando sua carreira de jogador em 1984, aos 41 anos.
Três anos depois, voltaria ao clube, dessa vez na função de técnico, exercida até 2000, em paralelo ao cargo de auxiliar-técnico da Seleção Saudita de Futebol. Assumiu o comando técnico dos "Falcões Verdes" ainda em 2000, sucedendo ao tcheco Milan Máčala antes da Copa da Ásia, dando lugar, em seguida, ao sérvio Slobodan Santrač. Com a demissão deste último, Al-Johar foi novamente contratado, agora para comandar a Arábia Saudita na Copa de 2002. Os "Falcões" protagonizaram uma das piores campanhas de uma equipe na história dos mundiais, levando 12 gols e não marcando nenhum, tendo como ponto mais baixo a derrota por 8 a 0 frente à Alemanha. Ironicamente, Al-Johar fora escolhido como melhor técnico asiático em 2001.
Após 6 anos longe de qualquer função como técnico, Al-Johar voltaria a comandar a Seleção Saudita, agora no lugar do brasileiro Hélio dos Anjos, durante as eliminatórias para a Copa de 2010, tendo permanecido por um ano. Sua quarta passagem no comando técnico da equipe foi em 2011, desta vez substituindo o português José Peseiro, durante a Copa da Ásia do mesmo ano após derrotas para Jordânia e Japão.